# Kostrok
Kostrok es el proyecto musical de Adrián Lurbe Quilis, productor y músico de Valencia (España), especializado en música electrónica. Fundado originalmente como un dúo en 2013, desde 2018 Kostrok es liderado únicamente por Lurbe, quien ha mantenido activo el proyecto adaptándolo a nuevas tendencias sonoras.

## Historia
Kostrok debutó en 2013 con el sencillo «Right Now», que alcanzó el puesto 51 en iTunes España y el puesto 36 en la Spanish Top 50 Airplay Chart. La canción fue utilizada en las campañas publicitarias de los Playoffs de la NBA y se emitió en toda Latinoamérica. Ese mismo año, el proyecto fue nominado a los Vicious Music Awards como Mejor Artista Electro/Dubstep.
En 2016, se publicó el álbum *The Golden Fruit Train* bajo el sello Mushroom Pillow. A partir de 2017, tras la salida de uno de sus miembros fundadores, Adrián Lurbe continuó Kostrok como proyecto en solitario.
Entre 2018 y 2025, Kostrok lanzó varios trabajos destacados, incluyendo el sencillo «Samana» (2018), el álbum *Mundo* (2019), el EP *Lírica* (2021) y el proyecto *Décadas de Baile* (2022).
En 2025, presentó el sencillo «Sin Sentido», primer adelanto de su próximo álbum *Casi Bien*, previsto para publicarse en julio de ese año. El proyecto ha sido influenciado por su residencia en Ciudad de México desde 2022.

## Estilo musical
Kostrok ha evolucionado desde un sonido electro-pop en sus inicios hacia una propuesta más diversa, que combina house, electrónica melódica e influencias del italo disco. Su producción actual busca explorar nuevas texturas sonoras y un enfoque más introspectivo.

## Discografía

### Álbumes de estudio
- The Golden Fruit Train (2016)
- Casi Bien (2025) (próximo lanzamiento)

### EPs
- Samana (2018)
- Mundo (2019)
- Trip (2021)
- Lírica (2021)
- Décadas de Baile (2022)

### Sencillos destacados
- «Right Now» (2013)
- «Samana» (2018)
- «Escape» (2022)
- «Sin Sentido» (2025)